# De slang en de speer
De slang en de speer is een stripreeks van Humbert Chabuel, beter bekend onder het pseudoniem Hub. De reeks bestaat uit 3 delen die in het Nederlands taalgebied bij uitgeverij Silverster verschenen in de periode 2019 - 2020.Het verhaal speelt zich af in Midden-Amerika bij de Azteken, voordat hun cultuur werd vernietigd door de Spanjaarden.

## Verhaal
Het is het jaar 1454, kort voordat Amerika door Columbus wordt ontdekt. In het Azteekse keizerrijk worden op meerdere plaatsen de gemummificeerde lijken van jonge vrouwen gevonden. Een aantal hooggeplaatste personen aan het keizerlijk hof, die elkaar kennen van vroeger, houden zich bezig met deze kwestie. De adviseur van de keizer schakelt voor het oplossen van deze misdaden de opsporingsambtenaar Slang in. Hiertegen heeft hoge priester Cozatl zijn bedenkingen en doet een beroep op de hulp van Speer-Oog om de moordzaken op te lossen.

## Albums
| Nummer | Titel        | Uitgeverij | Verschenen |
| ------ | ------------ | ---------- | ---------- |
| 1      | Berg-Schaduw | Silvester  | 2020       |
| 2      | Leeg-Huis    | Silvester  | 2021       |
| 3      | Vijf-Bloemen | Silvester  | 2023       |